# Trungy
Trungy é uma comuna francesa na região administrativa da Normandia, no departamento Calvados. Estende-se por uma área de 6,97 km². Em 2010 a comuna tinha 217 habitantes (densidade: 31,1 hab./km²).